# Fed Cup 2011 – blok B 1. skupiny zóny Evropy a Afriky

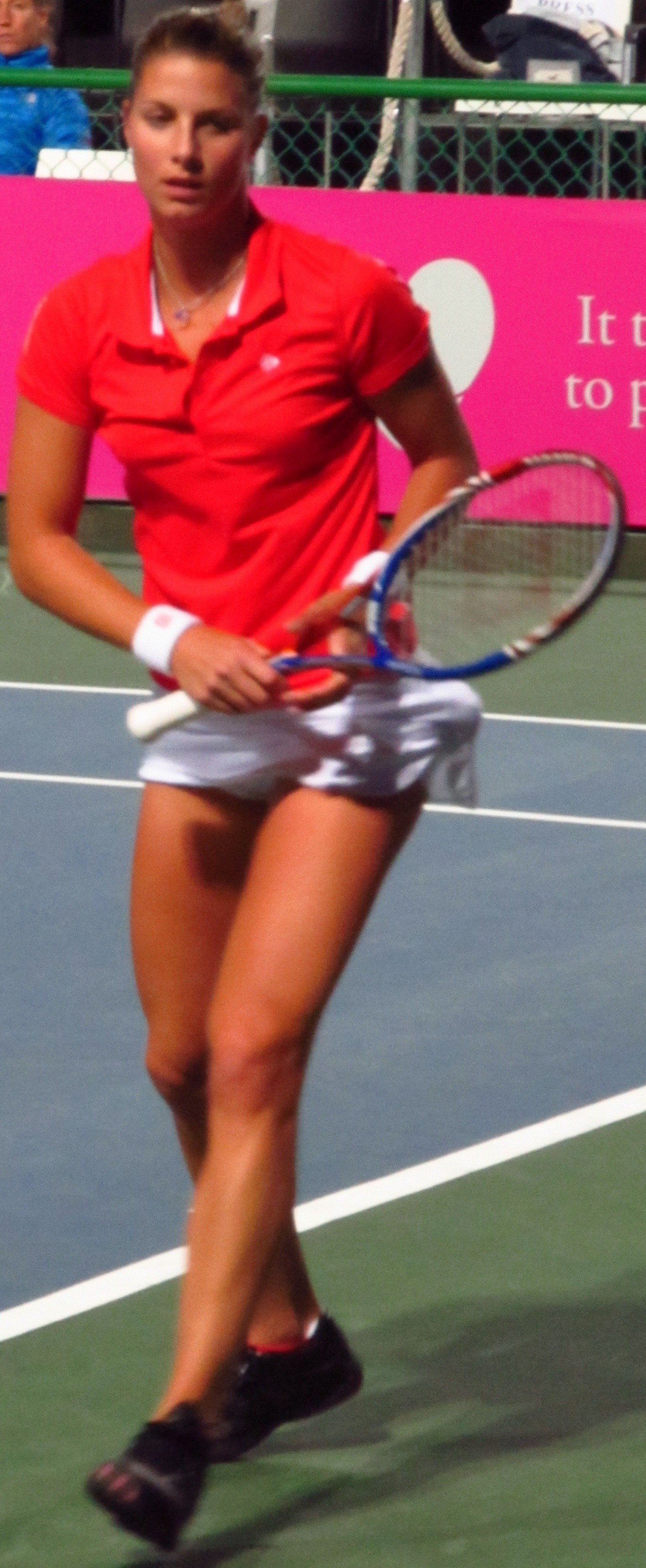
Mandy Minellaová

Blok B 1. skupiny zóny Evropy a Afriky Fed Cupu 2011 představoval jednu ze čtyř podskupin 1. skupiny. Hrálo se mezi 2. až 5. únorem v areálu Municipal Tennis Club izraelského Ejlatu venku na dvorcích s tvrdým povrchem. 
Čtyři týmy se utkaly ve vzájemných zápasech. Vítěz sehrál zápas s vítězem bloku C o účast v baráži Světové skupiny II pro rok 2012. Družstvo z druhého místa se střetlo s druhým z bloku D o konečné 5. až 8. místo 1. skupiny. Třetí tým sehrál utkání o 9. až 12. místo s třetím z bloku C a poslední v klasifikaci nastoupil k zápasu o udržení se čtvrtým z bloku D. Poražený sestoupil do 2. skupiny zóny.

## Blok B
|     |             | Polsko | Izrael | Bulharsko | Lucembursko | Zápasy V/P | Sety V/P | Hry V/P | Pořadí |
| 21. | Polsko      |        | 2–1    | 1–2       | 2–1         | 2–1        | 12–6     | 94–65   | 1.     |
| 29. | Izrael      | 1–2    |        | 2–1       | 3–0         | 2–1        | 14–8     | 101–72  | 2.     |
| 43. | Bulharsko   | 2–1    | 1–2    |           | 1–2         | 1–2        | 9–11     | 86–87   | 4.     |
| 48. | Lucembursko | 1–2    | 0–3    | 2–1       |             | 1–2        | 5–13     | 52–98   | 3.     |

- V/P – výhry/prohry

## Zápasy

### Izrael vs. Lucembursko
| | Izrael | 3 :                                                                      | 0   | Lucembursko |     |  |
| --- | ------ | ------------------------------------------------------------------------ | --- | ----------- | --- |  |
| Municipal Tennis Club, Ejlat, Izrael 2. února 2011 tvrdý (venku) |        |                                                                          |     |             |     |  |
| \| \| \| \| 1. \| 2. \| 3. \| \| \| -- \| \| ------------------------------------------------------------------------ \| --- \| --- \| --- \| \| \| 1. \| \| Julia Glušková Anne Kremerová \| 6 1 \| 5 7 \| 6 0 \| \| \| 2. \| \| Šachar Pe'erová Mandy Minellaová \| 6 3 \| 6 3 \| \| \| \| 3. \| \| Julia Glušková / Šachar Pe'erová Tiffany Corneliusová / Mandy Minellaová \| 6 1 \| 6 1 \| \| \| \| \| \| \| \| \| \| \| \| \| \| \| \| \| \| \| \| \| \| \| \| \| \| \| \| \| \| \| \| \| \| \| \| \| \| \| \| \| \| \| |        |                                                                          |     |             |     |  |
| |        |                                                                          | 1.  | 2.          | 3.  |  |
| 1. |        | Julia Glušková Anne Kremerová                                            | 6 1 | 5 7         | 6 0 |  |
| 2. |        | Šachar Pe'erová Mandy Minellaová                                         | 6 3 | 6 3         |     |  |
| 3. |        | Julia Glušková / Šachar Pe'erová Tiffany Corneliusová / Mandy Minellaová | 6 1 | 6 1         |     |  |
| |        |                                                                          |     |             |     |  |
| |        |                                                                          |     |             |     |  |
| |        |                                                                          |     |             |     |  |
| |        |                                                                          |     |             |     |  |
| |        |                                                                          |     |             |     |  |

### Polsko vs. Bulharsko
| | Polsko | 1 :                                                                                     | 2   | Bulharsko |      |  |
| --- | ------ | --------------------------------------------------------------------------------------- | --- | --------- | ---- |  |
| Municipal Tennis Club, Ejlat, Izrael 2. února 2011 tvrdý (venku) |        |                                                                                         |     |           |      |  |
| \| \| \| \| 1. \| 2. \| 3. \| \| \| -- \| \| --------------------------------------------------------------------------------------- \| --- \| --- \| ---- \| \| \| 1. \| \| Magda Linetteová Elica Kostovová \| 4 6 \| 6 4 \| 65 7 \| \| \| 2. \| \| Agnieszka Radwańska Cvetana Pironkovová \| 6 2 \| 6 4 \| \| \| \| 3. \| \| Klaudia Jansová-Ignaciková / Alicja Rosolská Magdalena Malejevová / Cvetana Pironkovová \| 1 6 \| 3 6 \| \| \| \| \| \| \| \| \| \| \| \| \| \| \| \| \| \| \| \| \| \| \| \| \| \| \| \| \| \| \| \| \| \| \| \| \| \| \| \| \| \| \| |        |                                                                                         |     |           |      |  |
| |        |                                                                                         | 1.  | 2.        | 3.   |  |
| 1. |        | Magda Linetteová Elica Kostovová                                                        | 4 6 | 6 4       | 65 7 |  |
| 2. |        | Agnieszka Radwańska Cvetana Pironkovová                                                 | 6 2 | 6 4       |      |  |
| 3. |        | Klaudia Jansová-Ignaciková / Alicja Rosolská Magdalena Malejevová / Cvetana Pironkovová | 1 6 | 3 6       |      |  |
| |        |                                                                                         |     |           |      |  |
| |        |                                                                                         |     |           |      |  |
| |        |                                                                                         |     |           |      |  |
| |        |                                                                                         |     |           |      |  |
| |        |                                                                                         |     |           |      |  |

### Polsko vs. Izrael
| | Polsko | 2 :                                                                               | 1   | Izrael |    |  |
| --- | ------ | --------------------------------------------------------------------------------- | --- | ------ | -- |  |
| Municipal Tennis Club, Ejlat, Izrael 3. února 2011 tvrdý (venku) |        |                                                                                   |     |        |    |  |
| \| \| \| \| 1. \| 2. \| 3. \| \| \| -- \| \| --------------------------------------------------------------------------------- \| --- \| --- \| -- \| \| \| 1. \| \| Magda Linetteová Julia Glušková \| 5 7 \| 3 6 \| \| \| \| 2. \| \| Agnieszka Radwańska Šachar Pe'erová \| 6 3 \| 6 3 \| \| \| \| 3. \| \| Klaudia Jansová-Ignaciková / Agnieszka Radwańska Julia Glušková / Šachar Pe'erová \| 6 3 \| 6 3 \| \| \| \| \| \| \| \| \| \| \| \| \| \| \| \| \| \| \| \| \| \| \| \| \| \| \| \| \| \| \| \| \| \| \| \| \| \| \| \| \| \| \| |        |                                                                                   |     |        |    |  |
| |        |                                                                                   | 1.  | 2.     | 3. |  |
| 1. |        | Magda Linetteová Julia Glušková                                                   | 5 7 | 3 6    |    |  |
| 2. |        | Agnieszka Radwańska Šachar Pe'erová                                               | 6 3 | 6 3    |    |  |
| 3. |        | Klaudia Jansová-Ignaciková / Agnieszka Radwańska Julia Glušková / Šachar Pe'erová | 6 3 | 6 3    |    |  |
| |        |                                                                                   |     |        |    |  |
| |        |                                                                                   |     |        |    |  |
| |        |                                                                                   |     |        |    |  |
| |        |                                                                                   |     |        |    |  |
| |        |                                                                                   |     |        |    |  |

### Bulharsko vs. Lucembursko
| | Bulharsko | 1 :                                                                              | 2   | Lucembursko |    |  |
| --- | --------- | -------------------------------------------------------------------------------- | --- | ----------- | -- |  |
| Municipal Tennis Club, Ejlat, Izrael 3. února 2011 tvrdý (venku) |           |                                                                                  |     |             |    |  |
| \| \| \| \| 1. \| 2. \| 3. \| \| \| -- \| \| -------------------------------------------------------------------------------- \| --- \| --- \| -- \| \| \| 1. \| \| Dia Jevtimovová Anne Kremerová \| 3 6 \| 3 6 \| \| \| \| 2. \| \| Cvetana Pironkovová Mandy Minellaová \| 4 6 \| 4 6 \| \| \| \| 3. \| \| Magdalena Malejevová / Cvetana Pironkovová Mandy Minellaová / Claudine Schaulová \| 6 2 \| 7 5 \| \| \| \| \| \| \| \| \| \| \| \| \| \| \| \| \| \| \| \| \| \| \| \| \| \| \| \| \| \| \| \| \| \| \| \| \| \| \| \| \| \| \| |           |                                                                                  |     |             |    |  |
| |           |                                                                                  | 1.  | 2.          | 3. |  |
| 1. |           | Dia Jevtimovová Anne Kremerová                                                   | 3 6 | 3 6         |    |  |
| 2. |           | Cvetana Pironkovová Mandy Minellaová                                             | 4 6 | 4 6         |    |  |
| 3. |           | Magdalena Malejevová / Cvetana Pironkovová Mandy Minellaová / Claudine Schaulová | 6 2 | 7 5         |    |  |
| |           |                                                                                  |     |             |    |  |
| |           |                                                                                  |     |             |    |  |
| |           |                                                                                  |     |             |    |  |
| |           |                                                                                  |     |             |    |  |
| |           |                                                                                  |     |             |    |  |

### Polsko vs. Lucembursko
| | Polsko | 2 :                                                                                | 1   | Lucembursko |    |       |
| --- | ------ | ---------------------------------------------------------------------------------- | --- | ----------- | -- | ----- |
| Municipal Tennis Club, Ejlat, Izrael 4. února 2011 tvrdý (venku) |        |                                                                                    |     |             |    |       |
| \| \| \| \| 1. \| 2. \| 3. \| \| \| -- \| \| ---------------------------------------------------------------------------------- \| --- \| --- \| -- \| ----- \| \| 1. \| \| Magda Linetteová Anne Kremerová \| 6 1 \| 6 1 \| \| \| \| 2. \| \| Agnieszka Radwańska Mandy Minellaová \| 6 1 \| 6 2 \| \| \| \| 3. \| \| Klaudia Jansová-Ignaciková / Alicja Rosolská Mandy Minellaová / Claudine Schaulová \| 6 0 \| \| \| skreč \| \| \| \| \| \| \| \| \| \| \| \| \| \| \| \| \| \| \| \| \| \| \| \| \| \| \| \| \| \| \| \| \| \| \| \| \| \| \| \| \| |        |                                                                                    |     |             |    |       |
| |        |                                                                                    | 1.  | 2.          | 3. |       |
| 1. |        | Magda Linetteová Anne Kremerová                                                    | 6 1 | 6 1         |    |       |
| 2. |        | Agnieszka Radwańska Mandy Minellaová                                               | 6 1 | 6 2         |    |       |
| 3. |        | Klaudia Jansová-Ignaciková / Alicja Rosolská Mandy Minellaová / Claudine Schaulová | 6 0 |             |    | skreč |
| |        |                                                                                    |     |             |    |       |
| |        |                                                                                    |     |             |    |       |
| |        |                                                                                    |     |             |    |       |
| |        |                                                                                    |     |             |    |       |
| |        |                                                                                    |     |             |    |       |

### Izrael vs. Bulharsko
| | Izrael | 2 :                                                                      | 1   | Bulharsko |     |  |
| --- | ------ | ------------------------------------------------------------------------ | --- | --------- | --- |  |
| Municipal Tennis Club, Ejlat, Izrael 4. února 2011 tvrdý (venku) |        |                                                                          |     |           |     |  |
| \| \| \| \| 1. \| 2. \| 3. \| \| \| -- \| \| ------------------------------------------------------------------------ \| --- \| --- \| --- \| \| \| 1. \| \| Julia Glushková Elitsa Kostovová \| 6 0 \| 6 2 \| \| \| \| 2. \| \| Šachar Pe'erová Cvetana Pironkovová \| 4 6 \| 6 4 \| 6 0 \| \| \| 3. \| \| Valeria Paťjuková / Keren Šlomová Dia Jevtimovová / Magdalena Malejevová \| 3 6 \| 4 6 \| \| \| \| \| \| \| \| \| \| \| \| \| \| \| \| \| \| \| \| \| \| \| \| \| \| \| \| \| \| \| \| \| \| \| \| \| \| \| \| \| \| \| |        |                                                                          |     |           |     |  |
| |        |                                                                          | 1.  | 2.        | 3.  |  |
| 1. |        | Julia Glushková Elitsa Kostovová                                         | 6 0 | 6 2       |     |  |
| 2. |        | Šachar Pe'erová Cvetana Pironkovová                                      | 4 6 | 6 4       | 6 0 |  |
| 3. |        | Valeria Paťjuková / Keren Šlomová Dia Jevtimovová / Magdalena Malejevová | 3 6 | 4 6       |     |  |
| |        |                                                                          |     |           |     |  |
| |        |                                                                          |     |           |     |  |
| |        |                                                                          |     |           |     |  |
| |        |                                                                          |     |           |     |  |
| |        |                                                                          |     |           |     |  |